# Villagarcía de Campos
Villagarcía de Campos – gmina w Hiszpanii, w prowincji Valladolid, w Kastylii i León, o powierzchni 37,45 km². W 2011 roku gmina liczyła 371 mieszkańców.